# Paradiplosis obesa
Paradiplosis obesa är en tvåvingeart som först beskrevs av Ephraim Porter Felt 1907.  Paradiplosis obesa ingår i släktet Paradiplosis och familjen gallmyggor.
Artens utbredningsområde är New York. Inga underarter finns listade i Catalogue of Life.